# NES Four Score

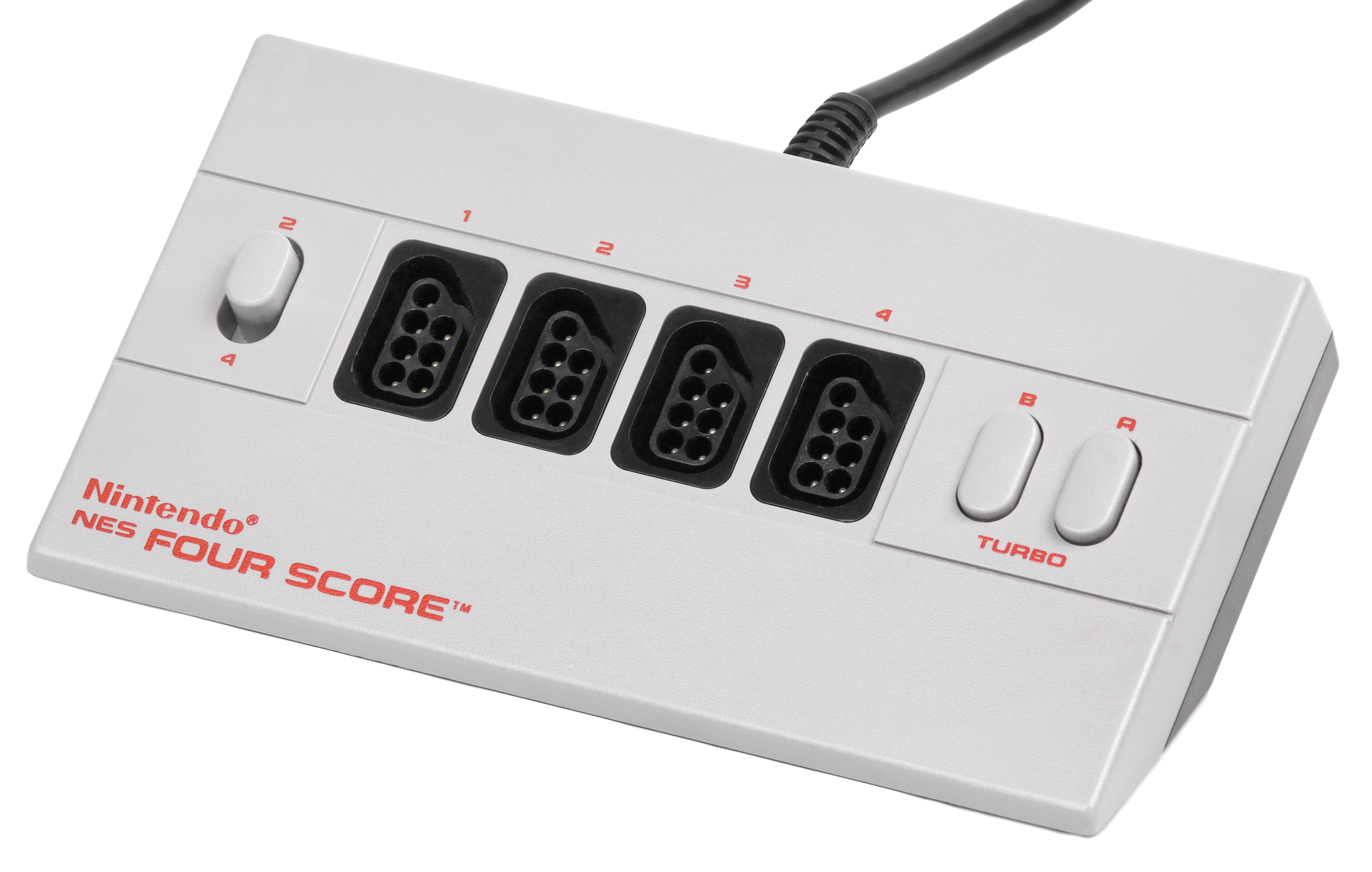
Bild på NES Four Score.

NES Four Score är ett tillbehör till Nintendo Entertainment System. Den gör det möjligt för fyra personer att spela samtidigt. NES Four Score släpptes 1990.
Det finns även en liknande tillbehör, NES Satellite, som till skillnad från Four Score är sladdlös med hjälp av infraröd teknik.

## Kompatibla spel
- 8-Bit Xmas 2011
- Bomberman II
- Championship Bowling
- Danny Sullivan's Indy Heat
- Gauntlet II
- Greg Norman's Golf Power
- Harlem Globetrotters
- Kings of the Beach
- Magic Johnson's Fast Break
- Monster Truck Rally
- M.U.L.E.
- NES Play Action Football
- A Nightmare on Elm Street
- Nintendo World Cup
- R.C. Pro-Am II
- Rackets & Rivals
- Roundball: 2 on 2 Challenge
- Spot
- Smash TV
- Super Off Road
- Super Jeopardy!
- Super Spike V'Ball
- Swords and Serpents
- Top Players' Tennis